# 428
Il 428 (CDXXVIII in numeri romani) è un anno bisestile del V secolo.

## Eventi
- 1º gennaio - Flavio Felice e Flavio Tauro iniziano il loro consolato.
- Nestorio diviene patriarca di Costantinopoli.
- I Vandali conquistano Siviglia e Cartagena, è incoronato Rex Wandalorum et Alanorum Genserico, che ordina di costruire una flotta nella Betica.
- Il generale romano Bonifacio, entrato in rotta con il comandante supremo Flavio Ezio, guida i Vandali in Africa.
- Flavio Ezio sconfigge i Visigoti e riconquista Arles.
- Agostino d'Ippona tiene una conferenza pubblica in cui attacca l'arianesimo, sostenuto invece dal nuovo vescovo di Ippona Massimino.
- I Sasanidi insediano un proprio governatore nell'Armenia orientale, deponendo l'ultimo re armeno Artassio IV e ponendo fine alla sua dinastia.
- Il semi-leggendario signore della guerra (e "Re supremo" dei Britanni) Vortigern, che da alcuni anni governa la Britannia, chiama dei mercenari sassoni e germanici per sconfiggere gli Scoti. I germanici entro un anno si rivolteranno contro di lui, venendo seguiti da una massiccia invasione e un trasferimento di popolazioni.
- Clodio guida i Franchi salii nell'attuale Belgio, scacciandovi le guarnigoni romane.
- Sant'Eutimio il grande e San Tecisto fondano un monastero (Laura) in Palestina, convertendo diverse tribù arabe.

## Morti
- Gunderico, sovrano vandalo (n. 379)
- Teodoro di Mopsuestia, vescovo e teologo greco antico

## Calendario
| Calendario 428 | Calendario 428 | Calendario 428 | Calendario 428 | Calendario 428 | Calendario 428 | Calendario 428 | Calendario 428 | Calendario 428 | Calendario 428 | Calendario 428 | Calendario 428 | Calendario 428 | Calendario 428 | Calendario 428 | Calendario 428 | Calendario 428 | Calendario 428 | Calendario 428 | Calendario 428 | Calendario 428 | Calendario 428 | Calendario 428 | Calendario 428 | Calendario 428 | Calendario 428 | Calendario 428 | Calendario 428 | Calendario 428 | Calendario 428 | Calendario 428 | Calendario 428 | Calendario 428 |
| -------------- | -------------- | -------------- | -------------- | -------------- | -------------- | -------------- | -------------- | -------------- | -------------- | -------------- | -------------- | -------------- | -------------- | -------------- | -------------- | -------------- | -------------- | -------------- | -------------- | -------------- | -------------- | -------------- | -------------- | -------------- | -------------- | -------------- | -------------- | -------------- | -------------- | -------------- | -------------- | -------------- |
|                | 1              | 2              | 3              | 4              | 5              | 6              | 7              | 8              | 9              | 10             | 11             | 12             | 13             | 14             | 15             | 16             | 17             | 18             | 19             | 20             | 21             | 22             | 23             | 24             | 25             | 26             | 27             | 28             | 29             | 30             | 31             |                |
| Gennaio        | Do             | Lu             | Ma             | Me             | Gi             | Ve             | Sa             | Do             | Lu             | Ma             | Me             | Gi             | Ve             | Sa             | Do             | Lu             | Ma             | Me             | Gi             | Ve             | Sa             | Do             | Lu             | Ma             | Me             | Gi             | Ve             | Sa             | Do             | Lu             | Ma             |                |
| Febbraio       | Me             | Gi             | Ve             | Sa             | Do             | Lu             | Ma             | Me             | Gi             | Ve             | Sa             | Do             | Lu             | Ma             | Me             | Gi             | Ve             | Sa             | Do             | Lu             | Ma             | Me             | Gi             | Ve             | Sa             | Do             | Lu             | Ma             | Me             |                |                |                |
| Marzo          | Gi             | Ve             | Sa             | Do             | Lu             | Ma             | Me             | Gi             | Ve             | Sa             | Do             | Lu             | Ma             | Me             | Gi             | Ve             | Sa             | Do             | Lu             | Ma             | Me             | Gi             | Ve             | Sa             | Do             | Lu             | Ma             | Me             | Gi             | Ve             | Sa             |                |
| Aprile         | Do             | Lu             | Ma             | Me             | Gi             | Ve             | Sa             | Do             | Lu             | Ma             | Me             | Gi             | Ve             | Sa             | Do             | Lu             | Ma             | Me             | Gi             | Ve             | Sa             | Do             | Lu             | Ma             | Me             | Gi             | Ve             | Sa             | Do             | Lu             |                |                |
| Maggio         | Ma             | Me             | Gi             | Ve             | Sa             | Do             | Lu             | Ma             | Me             | Gi             | Ve             | Sa             | Do             | Lu             | Ma             | Me             | Gi             | Ve             | Sa             | Do             | Lu             | Ma             | Me             | Gi             | Ve             | Sa             | Do             | Lu             | Ma             | Me             | Gi             |                |
| Giugno         | Ve             | Sa             | Do             | Lu             | Ma             | Me             | Gi             | Ve             | Sa             | Do             | Lu             | Ma             | Me             | Gi             | Ve             | Sa             | Do             | Lu             | Ma             | Me             | Gi             | Ve             | Sa             | Do             | Lu             | Ma             | Me             | Gi             | Ve             | Sa             |                |                |
| Luglio         | Do             | Lu             | Ma             | Me             | Gi             | Ve             | Sa             | Do             | Lu             | Ma             | Me             | Gi             | Ve             | Sa             | Do             | Lu             | Ma             | Me             | Gi             | Ve             | Sa             | Do             | Lu             | Ma             | Me             | Gi             | Ve             | Sa             | Do             | Lu             | Ma             |                |
| Agosto         | Me             | Gi             | Ve             | Sa             | Do             | Lu             | Ma             | Me             | Gi             | Ve             | Sa             | Do             | Lu             | Ma             | Me             | Gi             | Ve             | Sa             | Do             | Lu             | Ma             | Me             | Gi             | Ve             | Sa             | Do             | Lu             | Ma             | Me             | Gi             | Ve             |                |
| Settembre      | Sa             | Do             | Lu             | Ma             | Me             | Gi             | Ve             | Sa             | Do             | Lu             | Ma             | Me             | Gi             | Ve             | Sa             | Do             | Lu             | Ma             | Me             | Gi             | Ve             | Sa             | Do             | Lu             | Ma             | Me             | Gi             | Ve             | Sa             | Do             |                |                |
| Ottobre        | Lu             | Ma             | Me             | Gi             | Ve             | Sa             | Do             | Lu             | Ma             | Me             | Gi             | Ve             | Sa             | Do             | Lu             | Ma             | Me             | Gi             | Ve             | Sa             | Do             | Lu             | Ma             | Me             | Gi             | Ve             | Sa             | Do             | Lu             | Ma             | Me             |                |
| Novembre       | Gi             | Ve             | Sa             | Do             | Lu             | Ma             | Me             | Gi             | Ve             | Sa             | Do             | Lu             | Ma             | Me             | Gi             | Ve             | Sa             | Do             | Lu             | Ma             | Me             | Gi             | Ve             | Sa             | Do             | Lu             | Ma             | Me             | Gi             | Ve             |                |                |
| Dicembre       | Sa             | Do             | Lu             | Ma             | Me             | Gi             | Ve             | Sa             | Do             | Lu             | Ma             | Me             | Gi             | Ve             | Sa             | Do             | Lu             | Ma             | Me             | Gi             | Ve             | Sa             | Do             | Lu             | Ma             | Me             | Gi             | Ve             | Sa             | Do             | Lu             |                |